# Olga Orozco
Olga Orozco, vero nome Olga Noemí Gugliotta (Toay, 17 marzo 1920 – Buenos Aires, 15 agosto 1999), è stata una poetessa, scrittrice e giornalista argentina.
Ha subito l'influenza di Rimbaud, Nerval, Baudelaire, Milosz e Rilke. 

## Opere
- Desde lejos (1946)
- Las muertes (1951)
- Los juegos peligrosos (1962)
- La oscuridad es otro sol (1967)
- Museo salvaje (1974)
- Veintinueve poemas (1975)
- Cantos a Berenice (1977)
- Mutaciones de la realidad (1979)
- La noche a la deriva (1984)
- En el revés del cielo (1987)

## Premi
- «Primer Premio Municipal de Poesía»
- «Premio de Honor de la Fundación Argentina» (1971)
- «Gran Premio del Fondo Nacional de las Artes»
- «Premio Esteban Echeverría»
- «Gran Premio de Honor»
- «Premio Nacional de Teatro a Pieza Inédita» (1972)
- «Premio Nacional de Poesia» (1988)
- «Láurea de Poesía de la Universidad de Turin»
- «Premio Gabriela Mistral»
- «Premio de Literatura Latinoamericana Juan Rulfo» (1998).